# Тічино
Тічи́но (Тічі́но, італ. Ticino), рідше Тессі́н (нім. Tessin) — італійськомовний кантон на півдні Швейцарії. Адміністративний центр — місто Беллінцона.

## Економіка
Тічино — третій за величиною фінансовий центр Швейцарії після Цюриху і Женеви. Тільки банківський сектор налічує 8,400 зайнятих і становить 17 % від сукупного кантонального прибутку. Через тісні мовні та культурні зв'язки Тічино з Італією, фінансовий сектор кантону має тісні зв'язки Італією.

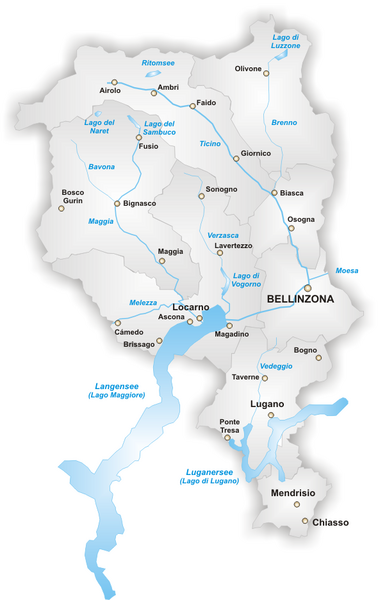
Карта кантону Тічино

У 2008 в Тічино рівень безробітних був на рівні 5 %, що було більше ніж у решті Швейцарії, де цей показник дорівнював 3.4 %, і особливо високий серед іноземців (більше 8 %).

### Доходи населення
З 1 січня 2021 року в кантоні Тічино встановлено третій найвищий мінімальний розмір оплати праці у світі та найнижчий серед чотирьох введених мінімальної зарплати кантонів Швейцарії (після кантону Женева) найвищий у світі (23 франка (€21,30) на годину або 4086 франків (€3785,47) на місяць і кантонів Невшатель і Юра (другий за висотою у світі, 20 франків) (€18,53) на годину або близько 3600 франків (€3335,21) на місяць) і він становить 19,75 франків (€18,29) на годину або близько 3500 франків (€3241,40) на місяць).

## Освіта
У кантоні Тічино є два основні центри освіти і науки. Університет італійської Швейцарії (італ. USI, Università della Svizzera Italiana) в Лугано є єдиним швейцарським університетом з італійською мовою навчання. Професійна університетська школа італійської Швейцарії (італ. SUPSI, Scuola Universitaria Professionale della Svizzera Italiana) в Манно, є технікумом професійної освіти, зосередженим на практичних методах навчання у галузях прикладних мистецтв, економіки, соціальної роботи, технологій та виробничої науки.
Існує також акредитований у США та в Швейцарії приватний коледж, Швейцарський коледж Франкліна, розташований трохи вище Лугано, а також Американська школа в Швейцарії в Колліні-д'Оро, повна (від дитячого садка до закінчення школи) міжнародна школа.